# Chiton kurodai
Chiton kurodai är en blötdjursart som beskrevs av Is. och Iw. Taki 1929. Chiton kurodai ingår i släktet Chiton och familjen Chitonidae. Inga underarter finns listade i Catalogue of Life.